# In the Big Dream
In the Big Dream ist eine Video-Compilation der britischen Progressive-Rock-Band Anderson, Bruford, Wakeman, Howe (auch: ABWH), eines Ablegers der Band Yes, aus dem Jahr 1989.

## Entstehung
Jon Anderson (Gesang), Bill Bruford (Schlagzeug), Steve Howe (Gitarre), Rick Wakeman (Keyboards) und Tony Levin (Bass) verbrachten Anfang 1989 fünf Wochen in Paris, um das Material für ihr erstes Album zu erarbeiten und sich einzuspielen. Danach flogen die Musiker dann auf die Karibikinsel Montserrat, um das Album in den AIR-Studios von Beatles-Produzent George Martin aufzunehmen. Während dieser Zeit wurden einige Interviews mit der Band gefilmt, und es entstanden auch einige Aufnahmen von ihren Studioarbeiten und ihren Freizeitaktivitäten auf der Insel.
Im Juni 1989 erschien das Debüt der Band unter dem Titel Anderson Bruford Wakeman Howe. Die Veröffentlichung wurde durch Musikvideos zu den Singles Brother of Mine, Quartet (I’m Alive) und Order of the Universe unterstützt. Kurze Zeit danach erschien eine Videokassette mit diesen Filmen, einigen Ausschnitten aus den Interviews und aus den dokumentarischen Szenen von Montserrat unter dem Titel In the Big Dream, der dem Songtext zu Brother of Mine entlehnt ist.

## Trackliste
1. Brother of Mine (Anderson/Howe/Wakeman/Bruford/Geoffrey Downes/Max Bacon) – 6:30
2. Quartet (I’m Alive) (Anderson/Howe/Wakeman/Bruford) – 3:27
3. Order of the Universe (Anderson/Howe/Wakeman/Bruford/Rhett Lawrence) – 4:40

Anmerkungen
- Quartet (I’m Alive) ist nicht nur ein Ausschnitt aus der Album-Version von "Quartet", sondern eine neu abgemischte und etwa 80 Sekunden längere (Dauer: 3:27) Popversion des Stückes, produziert von Chris Kimsey, Jon Anderson und Michael Hutchinson, gemischt von Steve Thompson und Michael Barbiero.

## Bandmitglieder
- Jon Anderson – Gesang
- Bill Bruford – Schlagzeug
- Rick Wakeman – Keyboards
- Steve Howe – Gitarre

mit
- Tony Levin – Bass, Chapman stick, Gesang